# Nothing But Thieves
Nothing But Thieves – brytyjski zespół rockowy utworzony w 2012 w Southend-on-Sea, Essex przez Conora Masona, Joego Langridge-Browna, Dominica Craika, Philipa Blake'a oraz Jamesa Price'a. W 2014 grupa podpisała kontrakt z RCA Records.

## Muzycy
- Conor Mason – śpiew, gitara
- Joe Langridge-Brown – gitara, śpiew
- Dominic Craik – gitara, instrumenty klawiszowe, śpiew
- Philip Blake – gitara basowa
- James Price – perkusja

## Dyskografia

### Pierwsza płyta (2012-2016)
Nothing But Thieves – debiutowy album studyjny, wydany 16 października 2015 roku we współpracy z Sony Music Entertainment oraz RCA Victor. Album zadebiutował na 7 miejscu notowania UK Albums Chart i muzycznie klasyfikowany jest jako rock alternatywny. Pierwsza solowa trasa Nothing But Thieves zatytułowana była, jak drugi utwór z albumu – Ban All the Music i została całkowicie wyprzedana. Ze swoim pierwszym wydawnictwem zespół wyruszył również w drugą trasę koncertową – Under My Skin Tour. Album Nothing But Thieves sprzedał się w ponad 250 tysiącach egzemplarzy i zgromadził ponad 174 miliony odtworzeń utworów (stan na 4.05.2017).
Piosenki na płycie (deluxe):
- Excuse Me
- Ban All the Music
- Wake Up Call
- Itch
- If I Get High
- Graveyard Whistling
- Hostage
- Trip Switch
- Lover, Please Stay
- Drawing Pins
- Painkillers
- Tempt You (Evocatio)
- Honey Whiskey
- Hanging
- Neon Brother
- Six Billion

### Broken Machine(2017)
Druga z kolei płyta, zatytułowana Broken Machine, została wydana 8 września 2017 roku.
Album w Polsce uzyskał certyfikat złotej płyty.
Piosenki na płycie (deluxe):
- I Was Just a Kid
- Amsterdam
- Sorry
- Broken Machine
- Live Like Animals
- Soda
- I'm Not Made by Design
- Particles
- Get Better
- Hell, Yeah
- Afterlife
- Reset Me
- Number 13

### What Did You Think When You Made Me This Way(2018)
19 października 2018 zespół Nothing But Thieves wydał kolejną płytę z czterema piosenkami:
- Forever & Ever More
- Gods
- You Know Me Too Well
- Take This Lonely Heart

### Moral Panic(2020)
źródło:
18 marca 2020 grupa wydała singiel Is Everybody Going Crazy?, który zapowiada trzeci z kolei album studyjny.
23 czerwca 2020 świat ujrzał ich drugi singiel Real Love Song z ich trzeciego nadchodzącego albumu. 
Album składa się z 11 utworów o łącznej długości 43 minut.
Utwory na tej płycie to następująco:
- Unperson
- Is Everybody Going Crazy?
- Moral Panic
- Real Love Song
- Phobia
- This Feels Like The End
- Free If We Want It
- Impossible
- There Was Sun
- Can You Afford To Be An Individual?
- Before We Drift Away

Dead Club City ( 2023)
4 lipca 2023 ukazał się album Dead Club City, na którym znalazły się następujące utwory:
- Welcome to the DCC
- Overcome
- Tomorrow Is Closed
- Keeping You Around
- City Haunts
- Do You Love Me Yet?
- Members Only
- Green Eyes :: Siena
- Foreign Language
- Talking To Myself
- Pop The Balloon